# Pogroms van 1096
De Pogroms van 1096, ook bekend als de Gzerot Tatnó (Hebreeuws: גזרות תתנ"ו, "Edicten van 4856"), waren een reeks van bloedbaden op de joodse bevolking van enkele steden in het Rijnland die werden gepleegd door de christenen die deelnamen aan de Volkskruistocht. De plannen van de kruisvaarders voor het uitmoorden van de joden worden soms ook wel aangeduid als "de eerste Holocaust".

## Achtergrond
Vanaf de tiende eeuw verspreidden joodse gemeenschappen zich vanuit het Middellandse Zeegebied richting Noord-Europa. Ze raakten gevestigd in een aantal marktplaatsen en steden in delen van Frankrijk en westelijk Duitsland. De vernietiging van de Heilig Grafkerk in Jeruzalem in 1009 leidde indertijd al tot het eerste anti-Joodse geweld in Frankrijk.

## Motieven
Uit zowel joodse als christelijke bronnen is gebleken dat de motieven van het antisemitische geweld zowel materieel van aard waren, als religieus. Zo was er sprake van een breed verlangen om geld te onttrekken aan de joodse gemeenschappen om de kruistocht mee te kunnen financieren. Zo maakte Godfried van Bouillon 1.000 marken afhandig van de Joden in Keulen en Mainz. Dit verlangen naar geld was daarnaast ook nauw verwant aan een collectief christelijk verlangen op wraak op de vijanden van het kruis. Er is een mogelijkheid dat religieuze motieven een dekmantel waren voor de grootschalige diefstal, maar doordat dit ook gepaard ging met gedwongen bekeringen zou het antisemitische geweld ook een ideologische basis hebben gehad volgens de ooggetuigen.
Het begaan van dit soort wreedheden kan daarnaast ook hebben bijgedragen aan een gezamenlijke binding onder de kruisvaarders, omdat het hen hiermee een eerste vorm van gedeelde identiteit verschafte.

## Geschiedenis

### Rijnland
De pogroms begonnen al in 1095 in Rouen met de nodige antisemitische ongeregeldheden. In het begin van het volgende jaar waarschuwden de Franse Joden de communes in Duitsland om op hun hoede te zijn voor de nieuwe kruisvaarders. Uit angst op vervolgingen had de rabbi van Mainz keizer Hendrik IV geschreven om mogelijke vervolgingen van de Joden te verbieden. De Volkskruistocht die in het voorjaar van 1096 in beweging kwam telde waarschijnlijk zo'n 20.000 mensen die onder de leiding stond van Peter de Kluizenaar. Later volgde een Duitse volksmassa (Duitse Kruistocht) en deze stond onder de leiding van graaf Emich von Flonheim en de monnik Gottschalk.  Een derde leger werd verzameld onder de leiding van Volkmar.

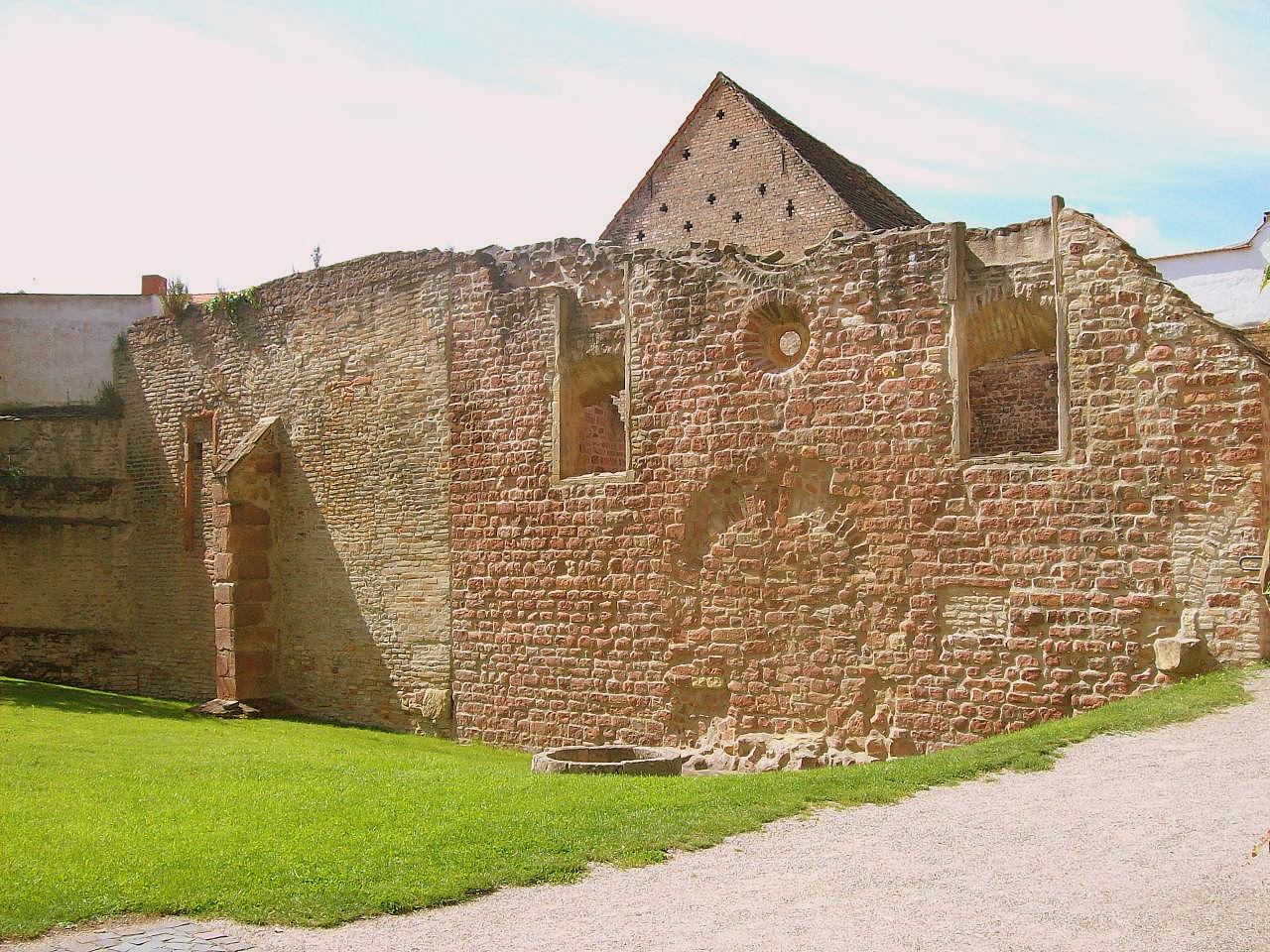
Een middeleeuws joodse hof in Speyer

Emich von Flonheim besloot om de keizerlijke orders naast zich neer te leggen en besloot om zijn kruistocht aan te vangen met een aanval op de Joodse bevolking van Speyer op 3 mei. De plaatselijke bisschop stelde de Joden onder zijn bescherming. Slechts een twaalftal Joden werden door de kruisvaarders ter dood gebracht nadat ze geweigerd hadden om zich te bekeren en een enkeling pleegde zelfmoord. De bisschop wist de rest van de Joodse bevolking te redden en wist zelfs een aantal moordenaars gevangen te nemen van wie hij de handen liet afhakken.
Op 18 mei bereikte het leger van Emich de stad Worms. Al snel ging daar het gerucht rond dat de plaatselijke Joden een christen hadden laten verdrinken en met zijn lichaam de stadsputten hadden laten vergiftigen. Het al bestaande antisemitisme in de regio leidde ertoe dat de plaatselijke boeren en burgers participeerden in de aanval van Emich op de Joodse wijk in Worms. Iedere Jood die werd gevonden werd ter dood gebracht. Ook in Worms trachtte de bisschop de Joden een veilig heenkomen te geven, maar hij was gedwongen om de poorten uiteindelijk te openen. Op 20 mei waren bijna alle Joden in Worms uitgemoord.
Na Worms liet Emich zijn oog vallen op Mainz dat zijn leger op 25 mei bereikte. Bisschop Rothard had voor hem de poorten gesloten, maar door de komst van Emich braken er anti-Joodse rellen in de stad uit en op 26 mei opende de bevolking de poorten voor de kruisvaarders. De Joden probeerden met geld de slachtpartij af te kopen; ze stuurden zowel geld naar de bisschop als naar Emich. Zijn kruisvaarders vielen de volgende dag de Joden in de stad aan en moordden ook de Joden uit die hun toevlucht bij de bisschop hadden gezocht. In totaal stierven er zo'n duizend Joden in Mainz.
Emich trok vervolgens door naar Keulen, waar de eerste anti-Joodse rellen al een maand eerder hadden plaatsgevonden. Door het nieuws van de opmars van Emich verspreidde de Joodse bevolking zich onder bevriende christelijke vrienden. Alleen de plaatselijke synagoge werd in brand gestoken en een enkele Jood werd gedood, maar de aartsbisschop wist verdere excessen te voorkomen. Na zijn bezoek aan Keulen besloot Emich dat zijn tijd in het Rijnland erop zat en trok hij verder naar Hongarije.

### Verdere pogroms en Hongarije
Een groep volgelingen splitste zich af van het leger van Emich en trok naar de Moezelvallei waar zij de anti-Joodse slachtpartijen zouden voortzetten. Zo hielden ze in Metz huis en later ook in Neuss en Xanten. Op zijn beurt richtte Volkmar op 30 mei in Praag een slachting onder de Joden aan. Zowel de plaatselijke bisschop als de seculiere plaatselijke autoriteiten konden de verschrikkingen niet voorkomen. Hij probeerde een volgende slachtpartij aan te richten in het Hongaarse Nitra, maar de Hongaren waren daar niet van gediend en vielen de kruisvaarders aan waarop deze uiteenvielen.

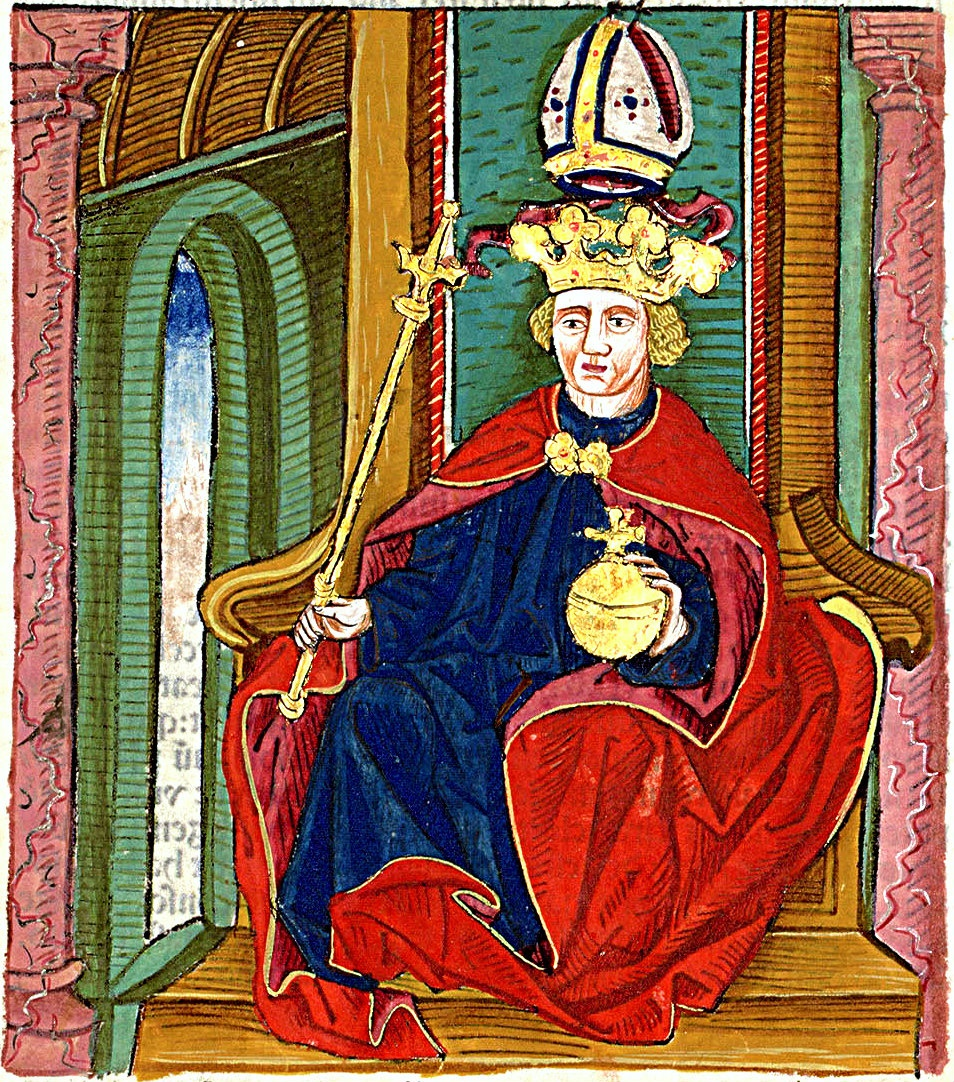
Koloman van Hongarije in de Chronica Hungarorum van Johannes de Thurocz.

Gottschalk trok op naar Regensburg met zijn legertje en slachtte daar de plaatselijke Joodse bevolking af. Vervolgens trok hij verder naar het Hongaarse Moson. In Hongarije begon zijn leger zich te misdragen. Koning Koloman van Hongarije verzamelde een eigen leger en dwong de kruisvaarders om zich aan hem over te geven. Nadat ze dit hadden gedaan besloot de koning om het kruisvaarderleger alsnog af te slachten, waarschijnlijk deed hij dit omdat hij het nieuws uit Nitra had gehoord.
Enkele weken later arriveerde Emich aan de grens met Hongarije en Koloman liet de belangrijkste oversteekplaats van de Donau streng bewaken. Na weken moesten de Hongaren dit gevecht opgeven en begonnen de kruisvaarders met het beleg van Moson. Ze waren voorzien van belegeringswerken en de stad was goed verdedigd. Toen het gerucht de rondte deed dat Koloman met een nieuw leger eraan kwam om het beleg te beëindigen viel het kruisvaardersleger uiteen. Emich wist aan de slachtingen van de Hongaren te ontkomen.

## Nasleep
Het uiteenvallen van de legers van Emich, Gottschalk en Volkmar maakte een diepe indruk op het westelijke christendom. Voor de meeste christenen leek dit als een Goddelijke straf voor het uitmoorden van de Joden. Toch zou het anti-Joodse geweld gedurende de kruistochten aanhouden. Het Rijnland werd in 1146 opnieuw opgeschrikt door een uitbraak van antisemitisch geweld tijdens de Tweede Kruistocht en ook in aanloop naar de Derde Kruistocht vonden er in Engeland massamoorden op de Joodse bevolkingen plaats.